# Heloniopsis tubiflora
Heloniopsis tubiflora är en nysrotsväxtart som beskrevs av Fuse, N.S.Lee och Minoru N. Tamura. Heloniopsis tubiflora ingår i släktet Heloniopsis och familjen nysrotsväxter. Inga underarter finns listade.